# Dahir berbero
Il Dahir berbero fu un decreto, ispirato dalla Francia, firmato il 16 maggio del 1930 dal Sultano del Marocco (allora sotto Protettorato francese), che mirava ad adattare la «giustizia berbera» alle condizioni proprie dell'epoca. La sua adozione suscitò una reazione nazionalista di grande ampiezza, che costituì una tappa fondamentale del rinnovamento nazionale marocchino e che condusse al suo ritiro da parte della Potenza coloniale francese.
Esso rimane il solo testo legislativo della storia marocchina a menzionare espressamente i berberi e gli arabi in un primo tempo e, successivamente, come entità distinte l'una dall'altra. In effetti una simile distinzione non era mai esistita nei testi legislativi o giurisprudenziali e, in seguito, mai più essa fu fatta.